# تشارلز أندرياس برايم
تشارلز أندرياس برايم (مواليد 8 أغسطس 1998) هو لاعب كرة قدم كندي يلعب في نادي موسكرون بيروفيلز على سبيل الإعارة في مركز الهجوم.

## روابط خارجية
- تشارلز أندرياس برايم على موقع قاعدة بيانات كرة القدم.إي يو (الإنجليزية)
- تشارلز أندرياس برايم على موقع ناشيونال فوتبول تيمز (الإنجليزية)
- تشارلز أندرياس برايم على موقع Soccerway.com (الإنجليزية)
- تشارلز أندرياس برايم على موقع عالم كرة القدم.نت (الإنجليزية)